# Tiền Phong (nhà Thanh)
Tiền Phong (chữ Hán: 钱灃/钱沣, 1740 – 1795 ), tự Đông Chú, hiệu Nam Viên, người Côn Minh, Vân Nam, quan viên nhà Thanh.

## Khởi nghiệp
Năm Càn Long thứ 36 (1771), Phong đỗ tiến sĩ, được đổi làm Thứ cát sĩ, sau khi tán quán được thụ chức Kiểm thảo.

## Đàn hặc Tất Nguyên
Năm thứ 46 (1781), Phong vượt qua khảo xét, được chọn làm Giang Nam đạo Giám sát ngự sử. Vụ án giả mạo cứu chẩn ở Cam Túc (甘肃冒赈案, Cam Túc mạo chẩn án) nổ ra, người chịu tội nặng nhất là Cam Túc Bố chánh sứ Vương Đản Vọng, bấy giờ đã là Chiết Giang Tuần phủ, bị kết tội chết; Tổng đốc Lặc Nhĩ Cẩn cùng quan lại các phủ huyện phải tội chết có vài mươi người, riêng Thiểm Tây Tuần phủ Tất Nguyên, từng 2 lần thự chức Thiểm Cam Tổng đốc thì không chịu liên đới. Phong dâng sớ cho rằng nếu Tất Nguyên sớm phát giác gian trá, thì tác hại của vụ án không lớn đến như vậy, số người liên quan không nhiều đến như vậy, nghi ngờ Tất Nguyên làm ngơ để tránh phiền phức, như vậy là không giữ đạo làm bề tôi. Vì thế Càn Long Đế trách mắng Tất Nguyên, giáng trật ông ta còn Tam phẩm.

## Tố cáo tham ô ở Sơn Đông
Năm thứ 47 (1782), Phong làm sớ hặc Sơn Đông Tuần phủ Quốc Thái, Bố chánh sứ Vu Dịch Giản cai trị bê trễ, tham lam không chán, khiến kho lẫm các châu, huyện đều thiếu hụt; Càn Long Đế mệnh cho Đại học sĩ Hòa Thân, Tả đô Ngự sử Lưu Dung đem Phong đi tra án. Hòa Thân bao che Quốc Thái, dọa nạt Phong, nhưng ông không chùn tay. Đến Sơn Đông, sứ đoàn mở kho huyện Lịch Thành kiểm tra, nhận thấy bạc trong kho không ít là bạc vụn. Lẽ ra bạc được đưa vào kho phải là bạc loại tốt, tức là đĩnh có giá trị 50 lạng; còn bạc hiện giờ là do Quốc Thái vay mượn, để bổ sung cho đầy kho. Phong dò biết như vậy, bèn gọi thương nhân đến trả lại bạc, phút chốc thì kho trống rỗng. Tiếp tục tra án ở kho 3 châu huyện Chương Khâu, Đông Bình, Ích Đô (nay là Thanh Châu), đều thiếu hụt như lời của Phong. Thành ra Quốc Thái, Vu Dịch Giản phải chịu tội chết, Hòa Thân không cứu nổi. Càn Long Đế biểu dương việc nói thẳng của Phong, cất nhắc làm Thông chánh tư Tham nghị.

## Bị giáng chức ở Hồ Nam
Năm thứ 48 (1783), Phong được thăng làm Thái thường tự Thiếu khanh; lại được thăng làm Thông chánh tư Phó sứ. Sau đó Phong được ra làm Đốc Hồ Nam học chánh; ông giữ Công chánh, nên học trò rất nhiều.
Năm thứ 51 (1786), Phong mãn nhiệm, được lưu nhiệm. Nước lũ phá hoại tường thành Kinh Châu thuộc Hồ Bắc, thổ hào Hiếu Cảm giết dân đói; Càn Long Đế trách Phong ở tỉnh láng giềng mà không nói gì, giao xuống cho bộ nghị luận. Bấy giờ Phong còn đang xử lý vụ án học trò giấu tang để dự thi, còn có kẻ tham gia làm sách cấm. Đúng lúc nhà có tang, Phong bỏ về quê, giao vụ án lại cho Tuần phủ Phổ Lâm. Nhưng Phổ Lâm thừa cơ hặc Phong, khiến ông bị đề nghị đoạt chức; Càn Long Đế giáng ông nhận hàm Lục bộ Chủ sự.

## Đàn hặc Quân cơ xứ mất đoàn kết
Năm thứ 58 (1793), Phong mãn tang, đến kinh sư, được thụ chức Hộ bộ Chủ sự. Phong được vào gặp Càn Long Đế, lập tức được cất nhắc làm Viên ngoại lang. Sau đó Phong được khôi phục làm Hồ Quảng đạo Giám sát ngự sử. Bấy giờ Hòa Thân được tin dùng, Thượng thư Phúc Trường An ăn cánh với ông ta nhưng không dám ra mặt, còn Đại học sĩ A Quế, Vương Kiệt chống đối Hòa Thân nhưng lại không hòa hợp với nhau (vì khác biệt võ tướng – văn thần), riêng Thượng thư Đổng Cáo cậy mình là thầy cũ của Càn Long Đế, chỉ tương đối gần gũi Vương Kiệt (vì đều có gốc gác văn nhân). Vì Quân cơ xứ chia rẽ, nên các Quân cơ đại thần trong lúc trực ban thì chọn những nơi khác nhau để làm việc: A Quế thường ở Quân cơ xứ, Hòa Thân tránh sang Nội hữu môn Nội trực lư hoặc Long Tông môn Ngoại cận Tạo bạn xứ trực lư, Vương Kiệt, Đổng Cáo ở Nam thư phòng trực lư, Phúc Trường An ở Tạo bạn xứ. Phong dâng sớ phản ánh tình trạng này, vì thế Càn Long Đế đích thân răn đe các đại thần, mệnh cho ông kiểm tra Quân cơ xứ.

## Cái chết
Hòa Thân vốn ghét Phong, đến nay lại càng thêm hờn. Vì Càn Long Đế coi trọng sự công chánh của Phong, Hòa Thân nhắm chừng không thể lật nhào ông, nên hễ gặp việc gì khó khăn vất vả thì giao cho ông. Phong nghèo, áo quần mỏng manh, phải làm việc suốt đêm đến giữa trưa, nên mắc bệnh. Năm thứ 60 (1795), Phong mất. Người đời đồn đãi Phong sắp hặc Hòa Thân, nên bị ông ta đầu độc.

## Trước tác
Hiện nay tác phẩm của Phong chỉ một bộ phận của Nam Viên tập còn lưu truyền ở đời. Xem Tiền Nam Viên tiên sanh di tập (钱南园先生遗集) tại đây.